# Ie-Tram Yucatán
El IE-TRAM es un sistema de transporte eléctrico de Autobús de Tránsito Rápido que inició operaciones el 15 de diciembre de 2023 en la Zona Metropolitana de Mérida, ubicada en el estado de Yucatán, México, siendo la primera línea de transporte público totalmente eléctrico del sureste mexicano.
Este transporte semimasivo es parte "Sistema de Transporte Metropolitano Amable y Sostenible" Va y Ven de la ciudad de Mérida, en su vertiente de BRT eléctrico, siendo la cuarta ciudad en México en tener transporte urbano de tipo eléctrico y la primera ciudad en México en contar con un sistema BRT totalmente eléctrico que funcione en su totalidad con autobuses eléctricos. 
Para su operación y distintivo del sistema, se utiliza únicamente de buses modelo Ie-Tram de la marca española Irizar, mismo donde el gobierno de Yucatán tomaría el nombre para denominar a este sistema de transporte.
Tendrá una extensión de 116 km y cuenta con carriles exclusivos y preferentes, semáforos preferentes, ciclovías, intervención urbana, alumbrado, así como 70 estaciones o puntos de a bordo a lo largo del sistema. Así mismo el IE-TRAM contará con puntos de conexión con las dos estaciones del Tren Maya de Mérida: Estación Teya y Estación Umán, también cuenta con una estación central donde convergerán en un futuro las 5 rutas, ubicado en el nuevo Parque La Plancha de Mérida. 

## Historia

### Inicios
La inauguración de la primera línea La Plancha - Estación Teya (Tren Maya) se realizó el 15 de diciembre de 2023, en un evento realizado en la Estación de Teya Mérida, oficializado por el gobernador de Yucatán Mauricio Vila Dosal y el presidente mexicano Andrés Manuel López Obrador en un evento paralelo a la inauguración de la primera fase del Tren Maya, y empezó a dar servicio regular a partir del día 16 de diciembre de 2023.

## Construcción
Para la construcción del IE-TRAM, se tomó la idea de utilizar las antiguas vías del tren que pasaba dentro de la ciudad de Mérida, que desde hace años han estado en abandono y por el cual el estado las declaró en desuso y serían aprovechadas para el uso de transporte público y tener una movilidad urbana asequible y sustentable.
La inversión para la construcción e inicio de operación fue de 2,820 millones de pesos, de los cuales el gobierno estatal aportó el 61% de la inversión; el gobierno federal a través de Banobras hará lo mismo con aproximadamente el 23%; y la iniciativa privada hará lo propio con un 16% que se destinarán para la adquisición de autobuses eléctricos.
El 24 de enero de 2023 el gobernador de Yucatán, en un acto público en el sitio, dio el banderazo de inicio de construcción del IE-TRAM en su primera etapa para conectar Teya y Kanasín.
La primera etapa de construcción comprende aproximadamente 5 km que va desde el parque de La Plancha sobre la avenida 39, hasta la salida al fraccionamiento Los Héroes en el Periférico de Mérida, siendo el primero de varias etapas de su construcción. En esta etapa se comprende el retiro de las antiguas vías del ferrocarril, posteriormente la construcción de los carriles exclusivos, banquetas, guarniciones, ciclovía, nuevos sistemas de iluminación autónomos, semáforos inteligentes, mejoras del entorno urbano, así como la señalización vertical y horizontal en el recorrido.
El 25 de mayo de 2023 dieron inicio los trabajos de construcción del IE-TRAM en el tramo de Kanasín, que va desde el puente de Kanasín en Periférico, hasta el parque central del municipio de Kanasín. Estos trabajos contemplaron la reconstrucción de la carpeta asfáltica de las vialidades, construcción de banquetas, instalación de semáforos viales y peatonales, instalación de bolardos, así como señalética y delimitación de los carriles exclusivos.
El 27 de octubre de 2023, el gobernador de Yucatán daría el banderazo para la construcción de la tercera línea del IE-TRAM, correspondiente a la ruta Centro - La Plancha - Facultad de Ingeniería. El evento de primera piedra se realizó en las inmediaciones del Parque La Plancha, siendo los primeros trabajos realizados sobre la calle 50 del centro.
El 22 de noviembre de 2023 se dio inicio la construcción de las primeras estaciones en la calle 39, así como la intervención bajo el puente del distribuidor vial Los Héroes, que modificaría las vialidades e implementaría un sistema de semáforos para dar preferencia de paso al IE-TRAM.
Las siguientes etapas de construcción, pertenecientes a las líneas de Umán y Estación Umán Tren Maya, empezaron su construcción en enero de 2024, para ser inauguradas el mismo año.

## Rutas
La red del IE-TRAM cuenta con 6 rutas. 
Actualmente cuenta con 5 rutas principales en operación más una ruta temporal (R-904) que funcionó durante los juegos de los Leones de Yucatán en el Estadio Víctor Cervera Pacheco:
| Número de ruta | Nombre de ruta                                  | Conexiones | Longitud | Estaciones | Unidades | Estatus           |
| -------------- | ----------------------------------------------- | ---------- | -------- | ---------- | -------- | ----------------- |
|                | Paseo 60 - La Plancha - Estación Tren Maya Teya |            | 20.85 km | 13         | 4        | ACTIVO            |
|                | La Plancha - Kanasín                            |            | 19.40 km | 39         | 6        | ACTIVO            |
|                | La Plancha - Facultad de Ingeniera              |            | 18.30 km | 57         | 7        | ACTIVO            |
|                | La Plancha - Kanasín - Leones (temporal)        |            | 20.50 km | 24         | 6        | Fuera de servicio |
|                | La Plancha - Estación Tren Maya Umán            |            | 49.55 km | 18         | 4        | ACTIVO            |
|                | La Plancha - Umán                               |            | 44.35 km | 56         | 8        | ACTIVO            |

### Ruta 901
La ruta 901 fue la primera en abrir. Funge como shuttle entre la Estación Mérida-Teya del Tren Maya, la zona hotelera de Mérida y el CETRAM La Plancha.

### Ruta 902
La ruta 902 comenzó operaciones el 30 de diciembre de 2022 como la primer ruta de uso urbano. Cuenta con un ramal al centro de Mérida.

### Ruta 903
Iniciando el 12 de mayo de 2024, la ruta 903, que corre por el Paseo de Montejo, da servicio hasta la Facultad de Ingeniería de la UADY 

### Ruta 904
Esta ruta operó usando el mismo derrotero de la ruta 902, extendiéndola una parada para llegar al Estadio Víctor Cervera Pacheco en Kanasín. Concluyó operaciones al final de la temporada 2024 de la Liga Mexicana de Beisbol.

### Ruta 905
La ruta 905 funge como shuttle entre la Estación Umán del Tren Maya, el Aeropuerto Internacional Manuel Crescencio Rejón y el CETRAM La Plancha.

### Ruta 906
Esta ruta inició operaciones el 10 de agosto de 2024, en el tramo La Plancha-CETRAM Umán, inaugurándose el tramo final al centro de Umán el 15 de marzo de 2024.

## Parque Vehicular

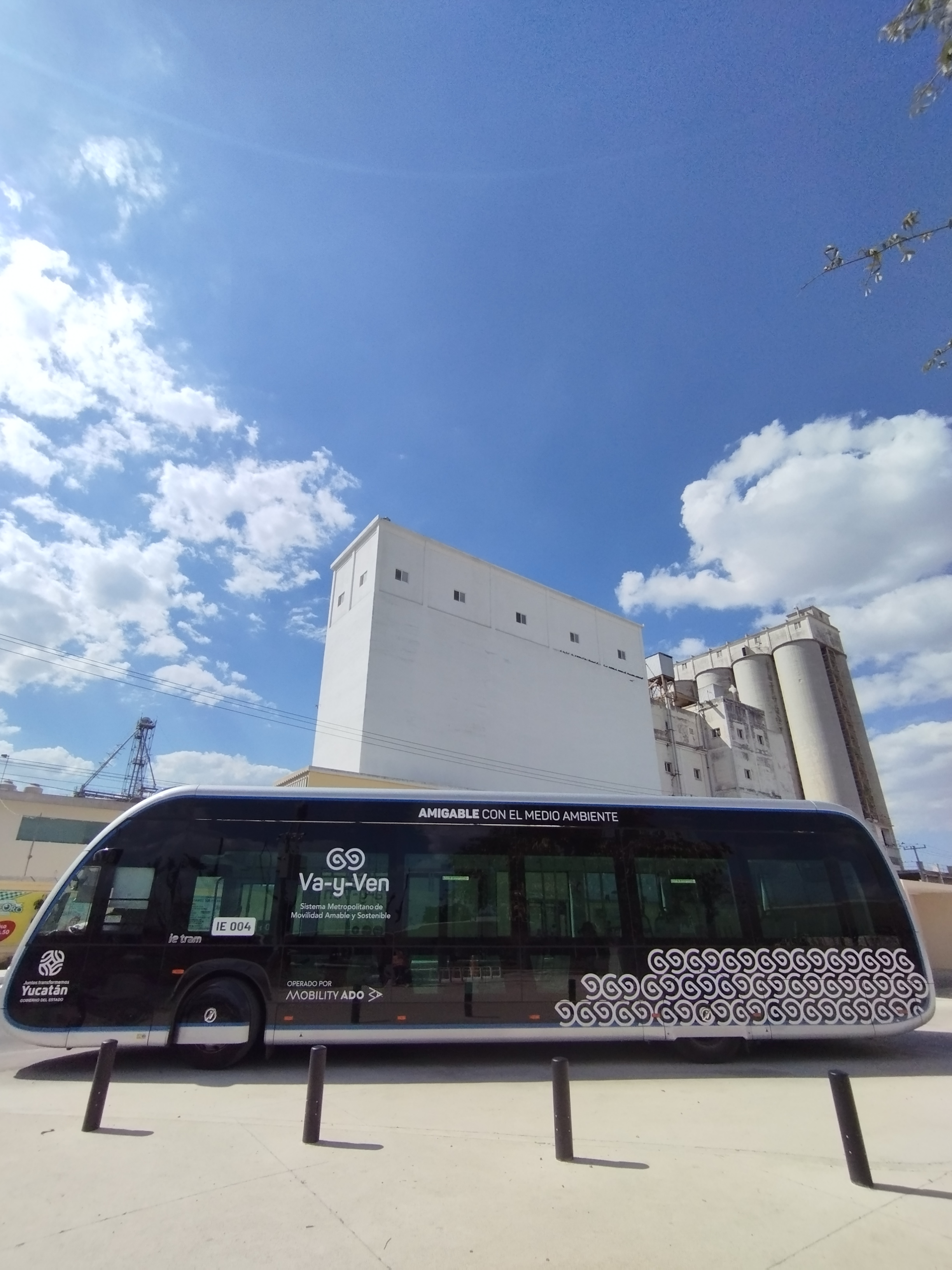
Unidad Ie-tram en el Parque de La Plancha

La flota actual del sistema de transporte IE-TRAM es de 34 autobuses eléctricos cero emisiones con atributos estéticos de tranvía. 

### Irizar Ie-tram 12m
El modelo usado es el estándar de 12 metros de largo de piso bajo con las siguientes características:
- 3 entradas/salidas de lado derecho (occidental).
- Capacidad máxima para 105 pasajeros.
- Rampa y espacio para sillas de ruedas y carriolas.
- Batería Ion de litio con una autonomía de hasta 350 km.
- 11 cámaras de conducción y vigilancia.
- Cargadores USB para pasajeros.
- Aire acondicionado.
- Wifi para pasajeros.
- Geolocalizador en tiempo real GPS para la aplicación Va y Ven.

## Sistemas de pago y tarifas
Actualmente el IE-TRAM cuenta con diferentes métodos de pago:
- Tarjetas Va y Ven
- E-ticket
- Boleto Único
- Google Wallet
- Apple Pay
- Tarjetas de Crédito
- Tarjetas de Débito

### Tarjeta física Va y Ven
Las tarjetas inteligentes Va y Ven son el sistema de pago electrónico homologado para todo la red de transporte integrado público del mismo nombre de la ciudad de Mérida y su zona metropolitana, así como las ciudades yucatecas de Tizimín y Valladolid. 
| Tarifa General  | Tarifa Social (Estudiantes) | Tarifa Social (Mayores) | Tarifa Especial           |
| --------------- | --------------------------- | ----------------------- | ------------------------- |
| Público General | Estudiante y niños          | Adultos Mayores         | Personas con Discapacidad |
| $ 12 pesos      | $ 5 pesos                   | $5 pesos                | Gratis (sin costo)        |
| Tarjeta Verde   | Tarjeta Amarilla            | Tarjeta Amarilla        | Tarjeta Blanca            |
|                 |                             |                         |                           |

#### Métodos de recarga
Las tarjetas físicas tienen diversos métodos de recarga.
- Recargas en tiendas físicas: Oxxo, Dunosusa, Super Willys, Super Akí y Tiendas Six.
- Recarga en cajeros automáticos Va y Ven, ubicados en diversos puntos de la ciudad.
- Recarga digital con Tarjetas Bancarias Visa y MasterCard, desde la aplicación Va y Ven o escaneando el código QR de la tarjeta.
- Recarga digital con CoDi, desde la aplicación Va y Ven o escaneando el código QR de la tarjeta.
- Recarga digital con PayPal, desde la aplicación Va y Ven o escaneando el código QR de la tarjeta.
- Recarga digital con Mercado Pago, desde la aplicación Va y Ven o escaneando el código QR de la tarjeta.

### Tarjeta digital Va y Ven (e-ticket)
Desde la aplicación es posible tener una tarjeta digital sin costo de adquisición, con el que se puede pagar el pasaje generando un e-ticket (código QR) desde la aplicación Va y Ven.
Las tarjetas virtuales solo están disponibles de tarifa general para todos aquellos que tengan la aplicación, y tarifa social para estudiantes. La tarjeta virtual para estudiantes es opcional para aquellos que quieren tener la tarjeta virtual en vez de la tarjeta física (los estudiantes no pueden tener ambas tarjetas sociales virtual y física).

#### Tarifas
- Tarjeta verde virtual de tarifa general: 12 pesos
- Tarjeta amarilla social para estudiantes: 5 pesos

#### Métodos de recarga:
- Recarga digital con Tarjetas Bancarias Visa y MasterCard, desde la aplicación Va y Ven.
- Recarga digital con CoDi, desde la aplicación Va y Ven.
- Recarga digital con PayPal, desde la aplicación Va y Ven.
- Recarga digital con Mercado Pago, desde la aplicación Va y Ven.

### Ticket o boleto de IE-TRAM
Para las personas que no cuentan con alguna tarjeta Va y Ven pueden hacer uso del IE-TRAM comprando un boleto de viaje. Este método de pago está enfocado para los turistas que viajen en el Tren Maya que no cuenten con tarjetas Va y Ven. 
- Tarifa Turista mediante ticket ($45.00)[16]

Los tickets de tarifa Turista se venden en las estaciones Umán y Teya del Tren Maya, así como en la estación del Parque de La Plancha.

### Tarjetas bancarias
Al igual que en el resto del sistema Va y Ven, es posible pagar el pasaje con tarjetas de crédito y débito mediante la tecnología de pago sin contacto, usando el NFC propio de la tarjeta o usando las distintas billeteras de pago móvil para dispositivos compatibles.

## Conexión con otros medios de transporte
El IE-TRAM de Mérida conecta con diversos medios de transporte:
- Ruta 903 tiene conexión con la Estación Teya del Tren Maya.
- Ruta 905 tiene conexión con la Estación Umán del Tren Maya.
- Ruta 905 y 906 tienen conexión con el Aeropuerto Internacional de Mérida Manuel Crescencio Rejón
- Diversos Centros de Transferencia Modal que conectan con las rutas de transporte Va y Ven.
- Estación La Plancha cuenta conexión con "En Bici", la red de renta de bicicletas urbanas del ayuntamiento de Mérida.